# Estremoz (Santa Maria e Santo André)
Estremoz (Santa Maria e Santo André) (oficialmente: União das Freguesias de Estremoz (Santa Maria e Santo André)) é uma freguesia portuguesa do município de Estremoz, com 63,9 km² de área e 7887 habitantes (censo de 2021). A sua densidade populacional é 123,4 hab./km².

## História
Foi constituída em 2013, no âmbito de uma reforma administrativa nacional, pela agregação das antigas freguesias de Santa Maria e Santo André e tem a sede em Santa Maria.
Esta agregação ditou o fim de um caso único no âmbito autárquico português: as, até então, únicas freguesias que constituíam um enclave com contra-enclave.

Antigas freguesias que deram origem União das Freguesias e Estremoz (Santa Maria e Santo André)

## Demografia
A população registada nos censos foi:
| Distribuição da População por Grupos Etários | Distribuição da População por Grupos Etários | Distribuição da População por Grupos Etários | Distribuição da População por Grupos Etários | Distribuição da População por Grupos Etários | Distribuição da População por Grupos Etários |
| -------------------------------------------- | -------------------------------------------- | -------------------------------------------- | -------------------------------------------- | -------------------------------------------- | -------------------------------------------- |
| Antes da agregação                           |                                              |                                              |                                              |                                              |                                              |
| Ano                                          | 0-14 anos                                    | 15-24 anos                                   | 25-64 anos                                   | >= 65 anos                                   | Total                                        |
| 2001                                         | 1277                                         | 1136                                         | 4527                                         | 2071                                         | 9011                                         |
| 2011                                         | 1156                                         | 886                                          | 4451                                         | 2169                                         | 8662                                         |
| Após a agregação                             |                                              |                                              |                                              |                                              |                                              |
| Ano                                          | 0-14 anos                                    | 15-24 anos                                   | 25-64 anos                                   | >= 65 anos                                   | Total                                        |
| 2021                                         | 996                                          | 762                                          | 4057                                         | 2072                                         | 7887                                         |